# Newsboys
Newsboys é uma banda cristã de pop. A banda foi formada na Austrália em 1985, sendo hoje uma das bandas cristãs mais populares e performáticas da Música cristã contemporânea.[carece de fontes?]

## Biografia

### O início
Os membros da primeira formação do Newsboys, o vocalista John James e o então baterista Peter Furler, deram forma à banda na cidade de Mooloolaba, Austrália em 1985. James e Furler tocaram - anteriormente - em uma banda chamada "The Notice" ("O Aviso"). O grupo veio aos EUA alguns anos mais tarde após assinarem um contrato com a Star Song (extinta gravadora gospel) lançando então 03 álbuns de 1988 a 1991. Nenhum dos três discos ganhou muita atenção, e a formação da banda mudava a cada lançamento. Essa situação durou até o lançamento do álbum "Not Ashamed" em 1992, através do qual a banda se tornou notável no cenário da Música cristã contemporânea. A faixa que dá origem ao trabalho transformou-se em hit nas rádios cristãs e elevou o perfil da banda consideravelmente.
Notavelmente, Steve Taylor, um cantor solo com pouca participação (embora renomado em outros meios) dentro da comunidade cristã da música, começou uma parceria com a banda, produzindo o trabalho da banda e escrevendo a maioria das melodias para suas canções; Furler remanesceu como compositor preliminar da banda.
Em 1994, entre mudanças continuadas do lineup, "Going Public", o quinto álbum da banda, dispara seu primeiro grande sucesso. O trabalho registra a famosa balada "Shine", que se transformou rapidamente num hit e é uma das canções mais conhecidas na música cristã. Em 2006, a revista CCM elegeu "Shine"" em 2º lugar no ranking das 100 maiores canções da música cristã.
O trabalho seguinte, "Take Me To Your Leader" (1996), não decepcionou os fãs em nada. Em geral, mostrando um som voltado mais para o rap do que os projetos anteriores, o álbum contém vários sucessos incluindo "Breakfast", outro grande hit da banda além da faixa-título. O álbum consolidou o lugar da banda na indústria da gospel music. Entretanto, sua posição ameaça-se abalar quando o vocalista principal - John James - deixa a banda em 1997. A banda se mobilizou colocando Furler no comando do vocal e Duncan Phillips, que tinham tocado anteriormente teclados e percussão para a banda, assentou-se (e muito bem) como o novo baterista. De 98 a 2003, o line-up da banda manteve-se assim: Furler, o baixista Phil Joel, o guitarrista Jody Davis, teclados Jeff Frankenstein, e Phillips.
Quando o Newsboys liberou seu primeiro trabalho pós-James, "Step Up To The Microphone" (1998), tornou-se rapidamente sucesso mantendo a popularidade da banda intacta; o álbum vendeu bem e colocou o hit "Entertaining Angels" nas paradas de sucesso. Durante a turnê deste disco, o Newsboys - com shows cada vez maiores e melhores - criou uma plataforma de bateria que inclinava-se para baixo até 90 graus. Na verdade, havia duas baterias no show e Phillips ficava "amarrado" ao assento através de correias, assim não cairia enquanto a plataforma girava. Esta inovação usada em grande parte dos shows incrementou, ainda mais, a popularização da banda.
A banda retornou em 1999 com um disco ímpar intitulado "Love Liberty Disco", o único álbum da banda que difere do seu tradicional pop-rock. O disco é inspirado nas batidas dos anos 60. Este álbum, embora com boa vendagem, não colocou nenhum "hit" nas rádios.

### Os anos 2000
Em 2000, o Newsboys mais uma vez inovou realizando shows-casados com outras bandas de mesma idade, expressão musical e sucesso através de um festival promovido pela CCM, a saber: Audio Adrenaline, DC Talk e Supertones. Os eventos eram unificados a um campeonato de motocross.[carece de fontes?]
Também em 2000, o Newsboys lançou uma compilação dos maiores sucessos, "Shine: The Hits", que incluíram também quatro canções novas e duas que foram Top 1 ("Joy "e "Who?"). A banda não lançou nenhum trabalho novo até meados de 2002 quando, então, lançaram "Thrive". Caracterizando-se como um retorno ao pop rock, o álbum apresentou, também, um dos maiores sucessos da banda: "It´s You".
O sucesso desta canção de adoração "It´s You" possivelmente pavimentou o caminho para o elogiado álbum de adoração - o primeiro do Newsboys neste estilo: "Adoration: The Worship Album" . O álbum transformou-se logo num sucesso de venda através da força de canções como "He Reigns" e "You Are My King (Amazing Love)".
Em meados de 2003, o guitarrista Jody Davis deixou a banda para cuidar de sua filha que tem paralisia cerebral, a linda Bethany, sendo substituído por Bryan Olesen.
A banda retornou em 2004 com um outro álbum da adoração: "Devotion". A canção "Presence (My Heart's Desire)" (que teve uma participação da cantora Rebeca St. James) tornou-se uma das grandes canções do disco que manteve a linha do álbum anterior. Em 2006, Bryan Olesen deixou a banda para focar mais em sua banda original, "Casting Pearls". Paul Colman, um cantor e compositor renomado, substituiu-o como o guitarrista.
A banda lançou um álbum novo em 31 de Outubro de 2006, intitulado "Go", destaque para as faixas "Wherever We Go" e "Something Beautiful", esta última recebeu destaque até em rádios não-cristãs nos Estados Unidos.
Em 2007 a banda inicia com a triste notícia da saída de um de seus mais carismáticos componentes: o baixista Phil Joel deixa o grupo para focar em objetivos pessoais e um novo ministério chamado "Deliberate People".[carece de fontes?]
Em Maio de 2007 a banda lança "Go: Remixed", com as músicas do CD "Go" remixadas, por vários produtores famosos como Tedd T., Max Hsu and Lee Bridges, além do próprio Jeff Frankenstein, tecladista da banda.
Em Novembro de 2007 a banda surpreende lançando "The Greatest Hits", álbum que reúne 16 hits da banda, além de duas músicas inéditas ("Stay Strong" e "I Fought The Law").
Em 2008 a banda lança o combo (CD+DVD) "Newsboys Live: Houston We Are Go".
Embora a banda residisse em Nashville, a "ligação" com a Austrália era evidente, como o vocalista Peter Furler, o baterista Duncan Phillips e o ex-guitarrista Paul Colman, e do continente oceânico havia ainda o ex-integrante Phil Joel, que era da Nova Zelândia, excetuando-se apenas o tecladista Jeff Frankenstein, que é americano.
Em 2009 retorna, após cinco anos, o guitarrista de longa data do Newsboys, Jody Davis, renovando o fôlego da banda e para alegria do fãs, visto que o mesmo compôs o Dream Team da banda. No entanto, em Março do mesmo ano, o vocalista e homem de frente da banda Peter Furler anuncia sua saída, embora permaneça como compositor e produtor musical dos Newsboys. Para ocupar a vaga de vocalista, o mesmo Peter Furler indicou Michael Tait, ex-vocalista da banda dc Talk, que imediatamente juntou-se aos demais membros nas apresentações e demais eventos de que a banda participou.[carece de fontes?]

## Era Michael Tait - atualmente
Após a entrada de Michael Tait a banda lança o álbum Born Again em 2010, o qual foi bem aclamado pelo público e pela crítica como sendo um dos melhores trabalhos do grupo, alcançando o primeiro lugar dos Top Christian Albums.
Seguindo o grande sucesso de "Born Again", a banda lança em 2011 o álbum "God is Not Dead" que trouxe nove versões covers de tradicionais canções de louvor, além de três músicas inéditas. O mesmo álbum também teve uma versão ao vivo intitulada "Live In Concert: God is Not Dead", lançada em 2012.
No final do primeiro semestre de 2013, a banda anuncia o lançamento de mais um trabalho inédito intitulado "Restart", com previsão de lançamento para o dia 30 de setembro do mesmo ano.

## Integrantes Newsboys United
- Michael Tait - voz, vocais (2009 - presente)
- Jeff Frankenstein - teclados (1994 - presente)
- Duncan Phillips - bateria, percussão (1993 - presente)
- Jody Davis - guitarra, vocais (1993-2003; 2009 - presente)
- Peter Furler - voz, vocais, guitarra, bateria e programação (1985 - presente)
- Phil Joel - baixo, vocais, voz (1995 - presente)

Membros anteriores:
- John James (1985-1997) - Voz
- George Perdikis (1985-1987) - Guitarra
- Phil Yates(1987-1989)
- Jonathan Geange (1990-1991)
- Bishop de Vernon (1991-1992)
- Jody Davis (1993-2003)
- Paul Colman (2003-2008)
- Bryan Olesen (2003-2006 no álbum: Devotion)
- Baixo: Sean (1985-1992)
- Kevin (1993-1995)
- Corey Pryor (1991-1993) - Teclados
- Phillips De Duncan - (1993-1994 - até a saída de John James, onde, então, assume a bateria)
- Peter Furler - (1985-1997 - Peter foi baterista antes de ser vocalista até 1997 após John James sair da banda.)

### Os Vídeos
No decorrer de sua carreira, os Newsboys lançaram alguns vídeos de poucas músicas. Eis a lista com todos os vídeos deles:
- 1990 - Simple Man do álbum "Hell Is For Wimps";

- 1991 - One Heart e Kingdom Man do álbum "Boyz Will Be Boyz";

- 1993 - Dear Shame e I'm Not Ashamed do álbum "Not Ashamed";

- 1994 - Shine do álbum "Going Public";

- 1996 - Take Me To Your Leader do álbum "Take Me To Your Leader";

- 1998 - Entertainig Angels do álbum "Step Up To The Microphone";

- 1999 - Love Liberty Disco do álbum "Love Liberty Disco";

- 2002 - Million Pieces do álbum "Thrive";

- 2002 - In The Belly Of The Whale do filme "Veggie Tales-Jonah";

- 2003 - He Reigns do álbum "Adoration:The Worship Album";

- 2006 - Something Beautiful do álbum "Go";

- 2010 - Born Again do álbum "Born Again".
- 2014 - We Believe do álbum "Restart";
- 2011 - God's not dead do álbum de mesmo nome.

## Discografia
| Álbuns de estúdio Era John James He's Coming Back ( 1987 ) Read All About It ( 1988 ) Hell Is for Wimps ( 1990 ) Boys Will Be Boyz ( 1991 ) Not Ashamed ( 1992 ) Going Public ( 1994 ) Take Me to Your Leader ( 1996 ) Era Peter Furler Step Up to the Microphone ( 1998 ) Love Liberty Disco ( 1999 ) Thrive ( 2002 ) Adoration: The Worship Album ( 2003 ) Devotion ( 2004 ) Go ( 2006 ) In the Hands of God ( 2009 ) Era Michael Tait Born Again (Newsboys) ( 2010 ) God's Not Dead ( 2011 ) Restart ( 2013 ) | - Newsboys Remixed (2002) - (Peter Furler como vocalista) - Go Remixed (2007) - (Peter Furler como vocalista) - Shine: The Hits (2000) - (Peter Furler como vocalista) - He Reigns: The Worship Collection (2005) - (Peter Furler como vocalista) - The Greatest Hits (2007) - (Peter Furler como vocalista) - The Ultimate Collection (2009) - (Peter Furler como vocalista) - Born Again - Miracles Edition (2011) - (Michael Tait como vocalista) - Shine: The Hits - Live One Night in Pennsylvania (2001) - (Peter Furler como vocalista) - Thrive - Live from The Rock and Roll of Fame and Museum (2002) - (Peter Furler como vocalista) - Newsboys Live: Houston We Are GO (2008) - (Peter Furler como vocalista) - Live In Concert: God's Not Dead (2012) - (Michael Tait como vocalista) - Entertaining Angels (1998) - 8 Great Hits (2003) - Go EP (2006) - Born Again (2009) - Christmas! A Newsboys Holiday (2010) |

## Principais Turnês
- Born Again Tour (2010)
- We Are Go (2006)
- Devotion (2005)
- Adoration (2004)
- Step Up To Microphone (1999)
- Take Me To Your Leader (1996-97)
- Going Public (1995)
- Boyz Will Be Boys(1991)